# اس۷ ایرلاینز

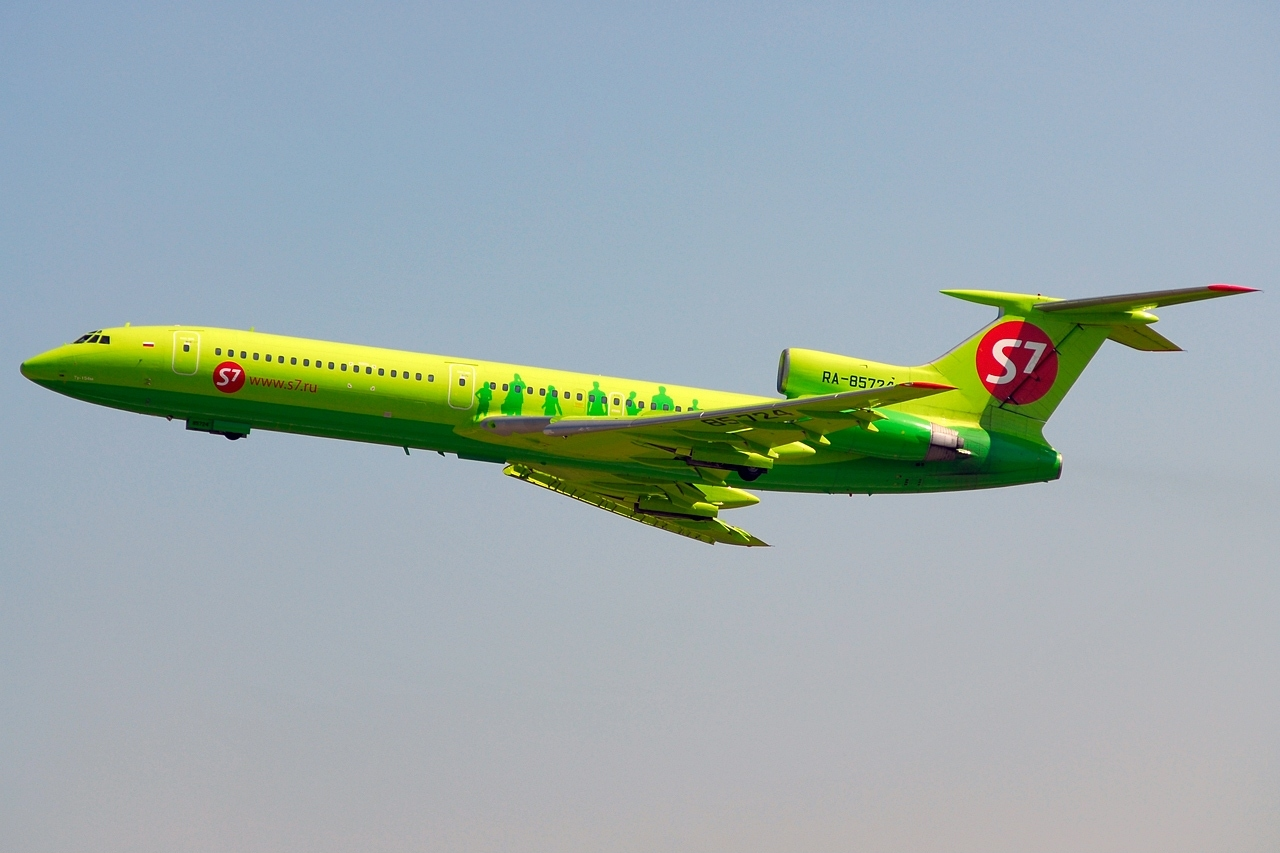
هواپیمای توپولوف تی‌یو-۱۵۴ متعلق به اس۷ ایرلاینز

اس۷ ایرلاینز (به انگلیسی: S7 Airlines) شرکت هواپیمایی روس است، که ریشه‌های تأسیس آن، به راه‌اندازی شرکت هواپیمایی سیبری و تفکیک آن از شرکت آئروفلوت در سال ۱۹۹۲ بازمی‌گردد. شرکت اس۷ ایرلاینز از سال ۲۰۰۴ بزرگترین اپراتور پروازهای داخلی، در کشور روسیه محسوب می‌شود. این شرکت در حال حاضر روزانه به ۸۷ مقصد در اروپا، آسیا و خاورمیانه پروازهای مستقیم دارد.
دفتر مرکزی شرکت هواپیمایی اس۷ در شهر نووسیبیرسک، روسیه قرار دارد و فرودگاه بین‌المللی دوموده‌دوو و فرودگاه تولمچوا، قطب‌های این شرکت هواپیمایی به‌شمار می‌آیند. اس۷ ایرلاینز هم‌اکنون در ناوگان هوایی خود، دارای ۵۶ فروند هواپیمای جت مسافربری می‌باشد.